# Aslauga cephren
Aslauga cephren är en fjärilsart som beskrevs av Druce 1913. Aslauga cephren ingår i släktet Aslauga och familjen juvelvingar. Inga underarter finns listade i Catalogue of Life.